# Коневка (приток Терсы)
Коневка — река в России, протекает в Саратовской области. Устье реки находится в 149 км по левому берегу реки Терса, в Самойловке. Длина реки составляет 16 км.

## Данные водного реестра
По данным государственного водного реестра России относится к Донскому бассейновому округу, водохозяйственный участок реки — Терса, речной подбассейн реки — Бассейн притоков Дона м/д впад. прит-в Хопра и Северного Донца. Речной бассейн реки — Дон (российская часть бассейна).
Код объекта в государственном водном реестре — 05010300212107000008718.